# Nationale Plattform Zukunft der Mobilität

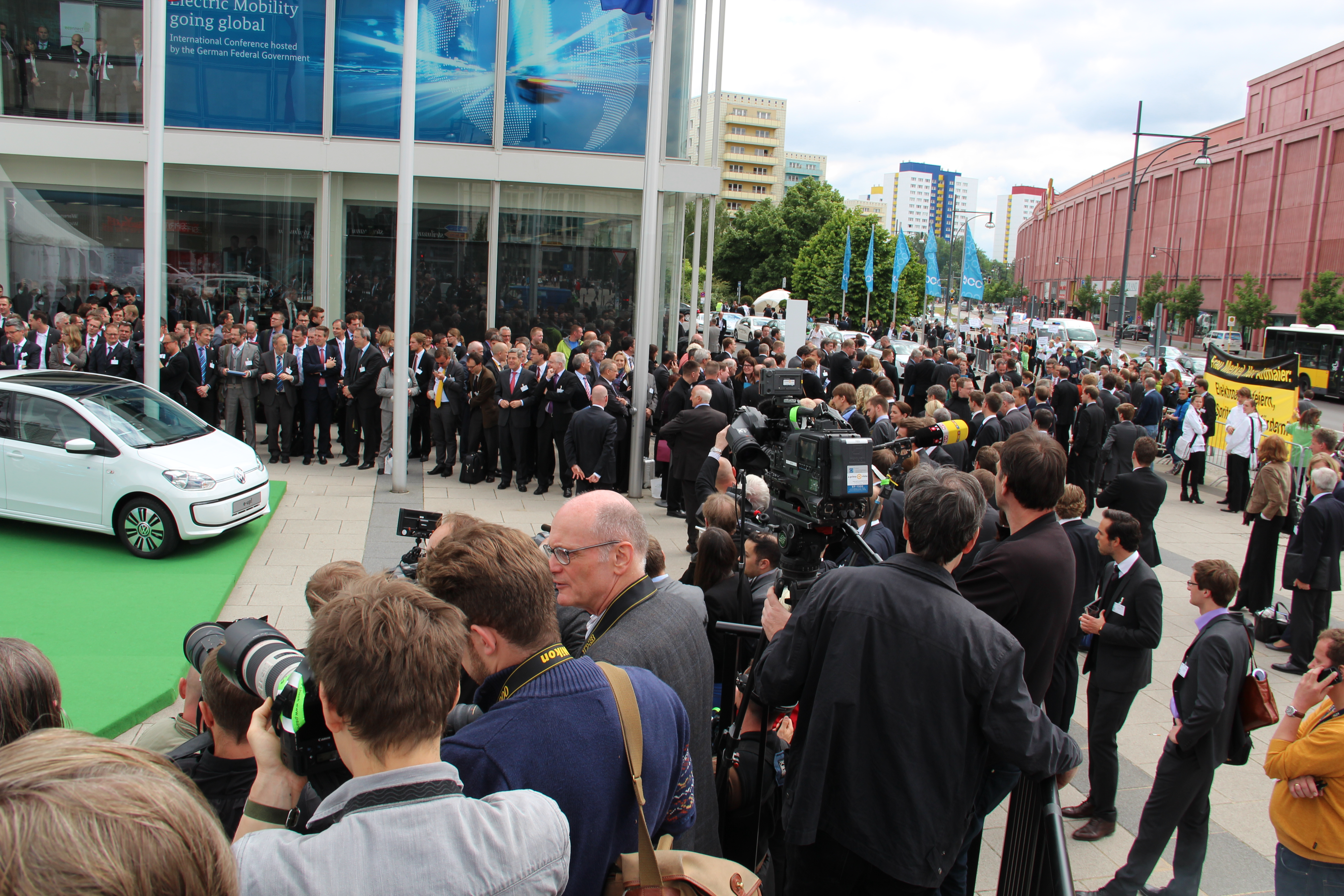
Elektromobilitätsgipfel 2013 Berlin

Die Nationale Plattform Zukunft der Mobilität (NPM) ist seit September 2018 die Nachfolgeorganisation der Nationalen Plattform Elektromobilität (NPE).

## Aufgaben
Die NPM ist in sechs Arbeitsgruppen (AG 1 bis 6) gegliedert, die Themen zur zukunftsfähigen Gestaltung des Verkehrssektors behandeln:
- AG 1: Klimaschutz im Verkehr
- AG 2: Alternative Antriebe und Kraftstoffe für nachhaltige Mobilität
- AG 3: Digitalisierung für den Mobilitätssektor
- AG 4: Sicherung des Mobilitäts- und Produktionsstandortes, Batteriezellproduktion, Rohstoffe und Recycling, Bildung und Qualifizierung
- AG 5: Verknüpfung der Verkehrs- und Energienetze, Sektorkopplung
- AG 6: Standardisierung, Normung, Zertifizierung und Typgenehmigung

## Fortschrittsberichte
Die NPM veröffentlicht entsprechend ihrem Auftrag regelmäßig Fortschrittsberichte. Der neueste Bericht ist am 23. Februar 2021 erschienen.

## Mitglieder der beratenden Kommission

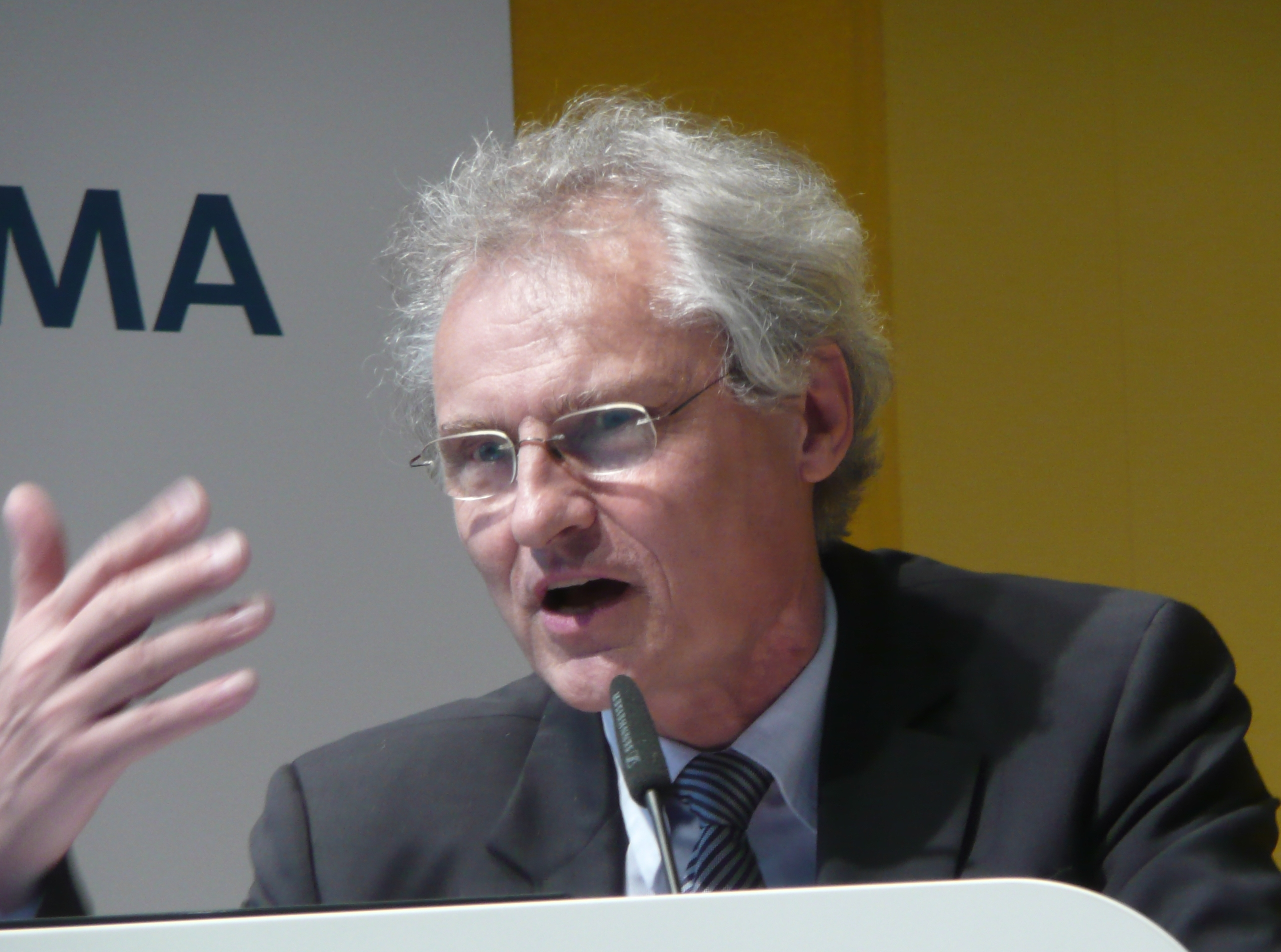
Henning Kagermann, Vorsitzender des Lenkungskreises

- Henning Kagermann, Vorsitzender des LenkungskreisesMdB Arno Klare (SPD), ordentliches Mitglied des Ausschusses für Verkehr und digitale Infrastruktur
- MdB Daniela Kluckert (FDP), Stellv. Vorsitzende des Ausschusses für Verkehr und digitale Infrastruktur
- MdB Cem Özdemir (Bündnis 90/Die Grünen), Vorsitzender des Ausschusses für Verkehr und digitale Infrastruktur
- MdB Felix Schreiner (CDU), ordentliches Mitglied des Ausschusses für Verkehr und digitale Infrastruktur
- Tamara Zieschang, Bundesministerium für Verkehr und digitale Infrastruktur, Staatssekretärin
- Henning Kagermann, Nationale Plattform Zukunft der Mobilität, Vorsitzender des Lenkungskreises
- Franz Loogen, e-mobil BW GmbH – Landesagentur für neue Mobilitätslösungen und Automotive Baden-Württemberg, Geschäftsführer, Leiter der AG 1
- Barbara Lenz, Deutsches Zentrum für Luft- und Raumfahrt e. V. (DLR), Leiterin Institut für Verkehrsforschung, Leiterin der AG 2
- Frank Weber, BMW AG, Vorstand Entwicklung, Leiter der AG 3
- Jörg Hofmann, IG Metall, Erster Vorsitzender, Leiter der AG 4
- Kerstin Andreae, BDEW Bundesverband der Energie- und Wasserwirtschaft e. V., Vorsitzende der Hauptgeschäftsführung und Mitglied des Präsidiums, Leiterin der AG 5
- Roland Bent, DKE Deutsche Kommission Elektrotechnik Elektronik Informationstechnik in DIN und VDE, Vorsitzender der DKE und Mitglied des DIN-Präsidiums, Leiter der AG 6

## Kritik
Wie schon bei der Vorgängerorganisation wurde das Übergewicht der Industrie im Gremium kritisiert. So kommen z. Z. selbst in der Arbeitsgruppe Klima nur 3 von 24 Beteiligten direkt aus Umweltverbänden. Strategien zur Verkehrsvermeidung würden keine Rolle spielen. Zudem setzt sich die Plattform trotz hohem Energieverbrauch bei der Wasserstoffherstellung für den Brennstoffzellenantrieb ein.